# Titulus Crucis

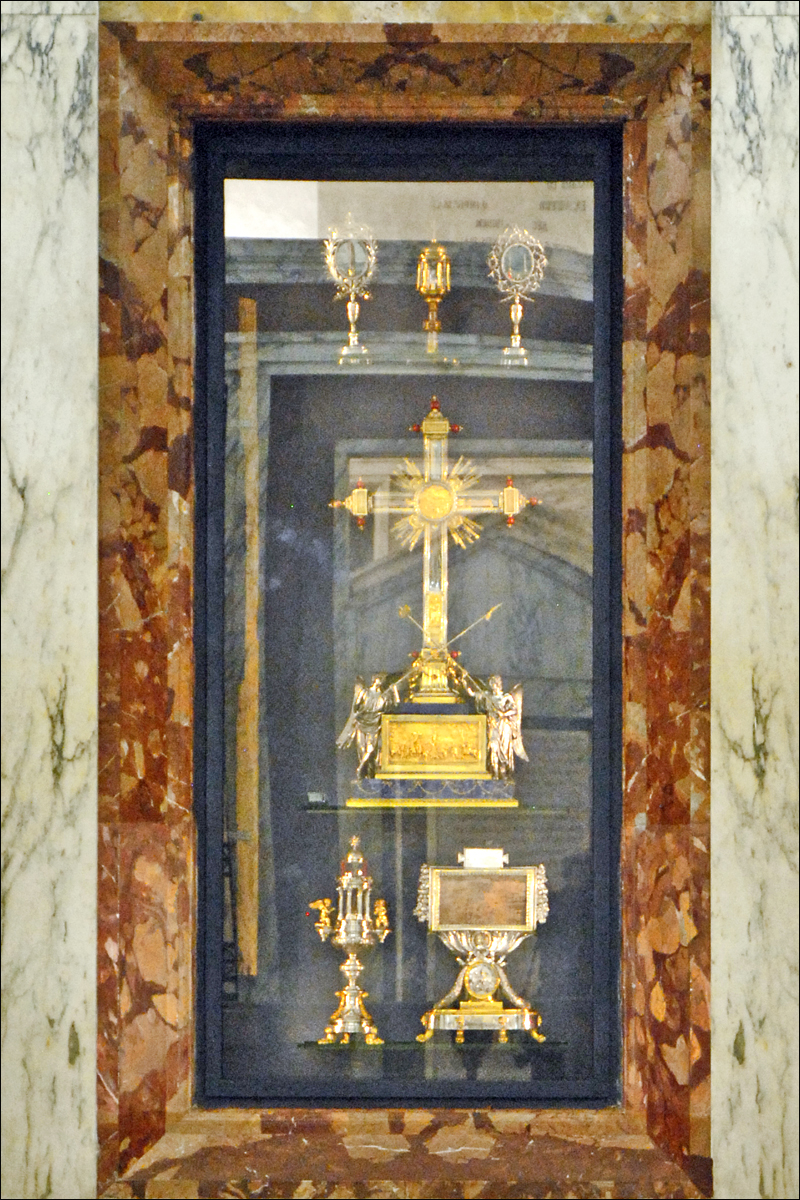
Dans la chapelle des reliques de la basilique Sainte-Croix-de-Jérusalem, le reliquaire en bas à droite contient le la.

Le Titulus Crucis (Latin : « titre de la croix ») est une relique exposée depuis 1492 dans la basilique Sainte-Croix-de-Jérusalem à Rome. Il consiste en une petite pièce de bois (conservée dans un reliquaire d’argent) qui, selon la tradition catholique, serait un morceau de l’écriteau placé au-dessus de la tête de Jésus lors de la Crucifixion.

## Sources évangéliques
Le titulus se base sur la version de l'Évangile selon Jean : « Pilate fit graver une inscription, qu'il plaça sur la croix, et qui était ainsi conçue : Jésus le Nazaréen, roi des Juifs ». Elle est « Roi des Juifs » dans l'Évangile selon Marc, « Jésus roi des Juifs » dans l'Évangile selon Matthieu et « Celui-ci est le roi des Juifs » dans l'Évangile selon Luc. L’Évangile attribué à Jean précise que l'inscription était en trois langues : en hébreu, en grec et en latin. Les initiales INRI correspondent à la formule de l'Évangile selon Jean écrite en latin. Ce même évangile est le seul à mentionner que cette inscription fut critiquée : « Les principaux sacrificateurs des Juifs dirent à Pilate : N'écris pas : Roi des Juifs. Mais écris qu'il a dit : Je suis le roi des Juifs. Pilate répondit : Ce que j'ai écrit, je l'ai écrit ».
Cet écriteau donnait le motif de la condamnation de Jésus, exécuté en tant que criminel politique, d'où sa présence sur la croix.

## Histoire
D'après une tradition ecclésiale, la Sainte Croix, trois clous ayant servi à crucifier Jésus et le titulus furent découverts par sainte Hélène en 325 à Jérusalem, sur le lieu même de la crucifixion, le mont Golgotha. Hélène fit raser le temple païen dédié à la triade capitoline qui avait été construit par l'empereur Hadrien, et entreprit les fouilles. Trois croix (celle de Jésus, celle du bon larron et celle du mauvais larron) furent alors découvertes dans une ancienne citerne. Le Titulus Crucis permit d'identifier la croix sur laquelle le Christ fut supplicié. Hélène aurait rapporté la plus grande partie de ces reliques dans son palais à Rome. Plus tard, Hélène légua ce dernier à l'Église. Autour d'une pièce de ce palais, transformée par Hélène en chapelle, fut construite une église qui deviendra par la suite la basilique Sainte-Croix-de-Jérusalem.
Toujours selon la tradition, le titulus avec la moitié de l'inscription originale et le sceau du pape Lucius II furent placés dans un coffret protecteur en plomb vers 1145 ; ils furent retrouvés lors de travaux de transformation effectués dans la basilique au XVe siècle dans le dôme de la basilique de la Sainte Croix à Rome. On fit alors un dessin soigneux de la planchette en bois ; par la suite, elle est partiellement tombée en poussière, de sorte que ne subsiste aujourd’hui qu'une partie réduite du texte de la relique.
Elle fut déclarée authentique le 29 juillet 1496 par la bulle Admirabile Sacramentum du pape Alexandre VI.

## Authenticité
Le 25 avril 1995, l'historienne de l'église Maria-Luisa Rigato put photographier l'écriteau et le peser. Il est en noyer, pèse 687 grammes, a une longueur de 25 centimètres, une largeur de 14 centimètres et une épaisseur de 2,6 centimètres. Le bois est attaqué par des vers, des insectes et des champignons.
En 1998, l'historien Michael Hesemann examina l'objet et data le type d'écriture utilisé dans l'inscription du Ier siècle de notre ère. Il présenta les résultats de ses recherches au pape Jean-Paul II lors d'une audience privée. Sept paléographes de trois universités israéliennes, Maria-Luisa Rigato de l'université pontificale grégorienne et le papyrologue protestant Carsten Peter Thiede confirmèrent cette datation.
D'autres chercheurs contestent l'authenticité de la pièce et considèrent que la méthode d'examen utilisée par Hesemann n'est pas convaincante. Par ailleurs, des analyses au carbone 14 font remonter, avec une certaine probabilité, l'écriteau aux environs du XIe siècle.

Sur l'écriteau, l'on peut distinguer trois lignes d'écriture. La première ligne est composée de six lettres hébraïques qui ne sont que partiellement conservées. Les deuxième et troisième lignes avec leur inscription grecque et latine le sont mieux. Les mots à l'envers de droite à gauche sont les suivants : 

« ΝΑΖΑΡΕΝΥΣ Β
US NAZARINUS RE »

À partir de la première ligne, Maria-Luisa Rigato a reconstitué l'expression araméenne ישו נצר מ מ (Jeschu nazara m m), m m abrégeant malk kem, en français : « Jésus le Nazaréen votre roi ». Elle tient l'écriteau pour une copie fidèle au titulus original. Ce dernier aurait été, de fait, rédigé par un scribe juif (ce qui expliquerait à l'instar de l'araméen, que les écritures en grec et en romain ont été inscrites de droite à gauche) sur l'ordre du préfet de Judée Ponce Pilate et constituerait ainsi le premier témoignage écrit sur Jésus,. Le texte ne copie pas le texte évangélique, ce qui pourrait être le cas si c'était un faux (dans Jean 19,19.21 diffèrent, on trouve : Ièsous ò Nazôraïos ò Basileus tôn Ioudaiôn).